# Стокхолм (тауншип, Миннесота)
Стокхолм (англ. Stockholm) — тауншип в округе Райт, Миннесота, США. На 2000 год его население составило 805 человек.

## География
По данным Бюро переписи населения США площадь тауншипа составляет 92,1 км², из которых 89,4 км² занимает суша, а 2,7 км² — вода (2,95 %).

## Демография
По данным переписи населения 2000 года здесь находились 805 человек, 258 домохозяйств и 212 семей.  Плотность населения —  9,0 чел./км².  На территории тауншипа расположено 287 построек со средней плотностью 3,2 построек на один квадратный километр. Расовый состав населения: 97,52 % белых, 0,25 % афроамериканцев, 0,12 % коренных американцев, 0,12 % c Тихоокеанских островов, 1,86 % — других рас США и 0,12 % приходится на две или более других рас. Испанцы или латиноамериканцы любой расы составляли 2,24 % от популяции тауншипа. 34,2 % населения составляли немцы, 16,6 % шведов, 13,8 % Finnish и 11,3 % Polish по данным переписи населения 2000 года.
Из 258 домохозяйств в 44,2 % воспитывались дети до 18 лет, в 77,9 % проживали супружеские пары, в 1,9 % проживали незамужние женщины и в 17,8 % домохозяйств проживали несемейные люди. 12,8 % домохозяйств состояли из одного человека, при том 5,0 % из — одиноких пожилых людей старше 65 лет. Средний размер домохозяйства — 3,04, а семьи — 3,36 человека.
34,4 % населения — младше 18 лет, 6,5 % — в возрасте от 18 до 24 лет, 28,4 % — от 25 до 44, 22,1 % — от 45 до 64, и 8,6 % — старше 65 лет. Средний возраст — 33 года. На каждые 100 женщин приходилось 119,3 мужчин.  На каждые 100 женщин старше 18 приходилось 116,4 мужчин.
Средний годовой доход домохозяйства составлял 52 321 доллар, а средний годовой доход семьи —  55 833 доллара. Средний доход мужчин —  38 854  доллара, в то время как у женщин — 24 531. Доход на душу населения составил 17 598 долларов. За чертой бедности находились 3,8 % семей и 3,7 % всего населения тауншипа, из которых 3,9 % младше 18 и 5,5 % старше 65 лет.